# Коляево
 Коляево  — деревня в составе Дачного сельского поселения Теньгушевского района Республики Мордовия.

## География
Находится  на расстоянии примерно 17 километров по прямой на юг от районного центра села Теньгушево.

## История
Известна с 1866 года как казенная деревня Темниковского уезда из 75 дворов.

## Население
Постоянное население составляло 24 человека (мордва 100%) в 2002 году, 7 в 2010 году .